# Johann Beringer
Pour les articles homonymes, voir Beringer.
Johann Bartholomeus Adam Beringer (1667 - 1738) est un naturaliste allemand. 

## Biographie
Il est devenu célèbre malgré lui, à cause des fausses pierres de Wurtzbourg ou Würzburger Lügensteine, de faux fossiles fabriqués vers 1726 par ses étudiants afin de le tromper, alors qu'il enseignait à Wurtzbourg.